# Ctenocolletes ordensis
Ctenocolletes ordensis är en biart som beskrevs av Michener 1965. Ctenocolletes ordensis ingår i släktet Ctenocolletes och familjen Stenotritidae. Inga underarter finns listade i Catalogue of Life.

## Bildgalleri

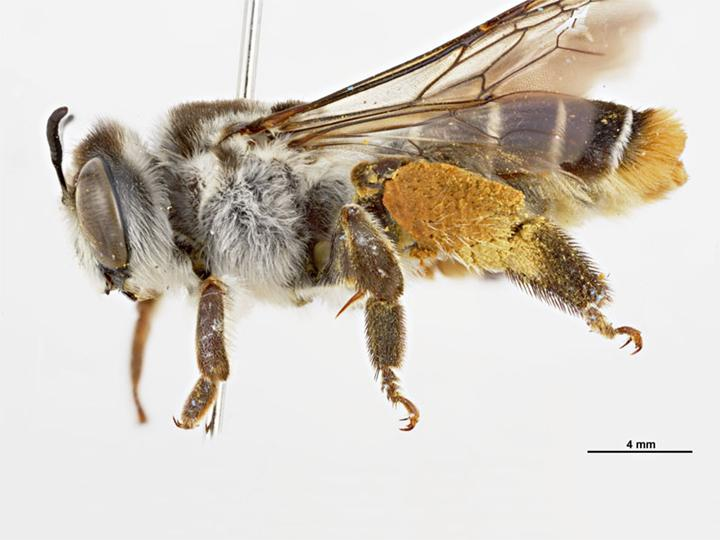
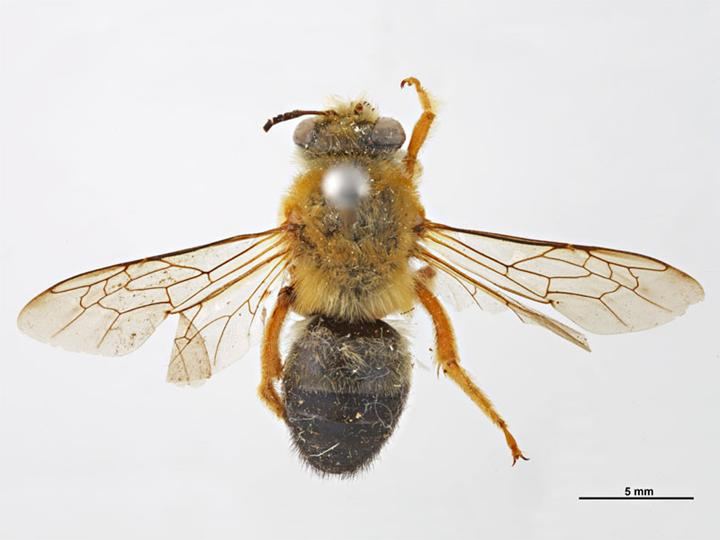